# Paete
Paete es un municipio filipino de cuarta clase, perteneciente a la provincia de La Laguna, en la región de Calabarzon.

## Historia
Hacia mediados del siglo XIX, el lugar, ya por entonces perteneciente a la provincia de La Laguna, tenía contabilizada una población de 3023 habitantes, repartidos en 503 casas. Aparece descrito en el segundo volumen del Diccionario geográfico, estadístico, histórico de las Islas Filipinas (1851) de Manuel Buzeta Núñez y Felipe Bravo con las siguientes palabras:

PAETE: pueblo con cura y gobernadorcillo, en la isla de Luzon, prov. de la Laguna, arz. de Manila; sit. en 125° 10' 56" long. 14° 21' 53" lat. á la orilla derecha de un rio próximo á su desagüe en la laguna, en la playa de la cual se halla este pueblo; en territorio llano y clima sano y templado. Tiene 503 casas, la de comunidad donde está la cárcel y la parroquial. Hay una escuela de instruccion primaria, con una dotacion de los fondos de comunidad y una iglesia parroquial servida por un cura regular. A corta distancia de esta, se halla el cementerio bastante bien situado. Confina el term. por N. con el de Paquil á 1/2 leg.; por S. con el de Loñgos á igual distancia; por E. con el de San Antonio á 3/4 legua y por O. con la laguna de Bay. El terr. es llano por las inmediaciones de la playa de la laguna y montuoso al E. En sus montes se crian diferentes clases de maderas, cañas y bejucos y alguna caza. En las tierras cultivadas, las producciones son arroz, caña dulce, maiz, varias clases de frutas y legumbres. La ind. de los naturales consiste en la agricultura, fabricacion de la azúcar y en hacer algunas telas que emplean luego en los usos domésticos; pobl. 3,023 almas y en 1845 pagaba 641 1/2 trib. que hacen 6,415 rs. plata.
(Buzeta y Bravo, 1851, p. 374)

En 2020, tenía censados 24 945 habitantes.